# Festungsberg
Der Festungsberg liegt im Süden der Altstadt von Salzburg und ist 542 (O- und W-Schwelle zum Hohen Stock) bzw. 540 m (Türschwelle Georgskirche) hoch. Im Inneren des Hohen Stockes reicht der Fels bis in eine Höhe von etwa 548 m. Auf dem Berg befindet sich das Wahrzeichen der Stadt, die Festung Hohensalzburg. Gemeinsam mit dem angrenzenden Mönchsberg und dem Rainberg sowie dem Kapuzinerberg und dem kleinen Bürglstein am rechten Salzachufer gehört er zu den inneren Stadtbergen dieser Stadt. Er besteht samt seinem östlichen Ausläufer, dem Nonnberg, an seiner Basis aus Hauptdolomitstein und darüber aufgelagert aus Dachsteinkalk. Der Berg ist heute abseits der Felsen und des Siedlungsraumes am Bergfuß wesentlich von Wald geprägt, der großteils zur Waldgesellschaft des Ahorn-Eschen-Schluchtwaldes im Norden und eines edelholzreichen Laubwaldes im Süden gehört.
Zur Wehrgeschichte siehe auch den Beitrag Befestigungen der Stadt Salzburg

## Geografie
Der Festungsberg liegt im historischen Zentrum der Stadt Salzburg und begrenzt die linke Altstadt im Süden. Seine Grundfläche beträgt rund 0,13 km², seine größte Ausdehnung in west-östlicher Richtung etwa 700 m, in Nord-Süd-Richtung an die 275 m. Im Westen geht der Festungsberg nach einer Senke (der sogenannten „Scharte“) in den Mönchsberg über. Im Norden und Süden fällt er zum Teil steil ab, im Osten setzt sich in Richtung Salzach als kleiner Vorberg der Nonnberg fort. Seine Höhe beträgt 542 m ü. A., die Höhe gegenüber seiner Umgebung (Ortschaftspunkt Salzburg 424 m) beträgt maximal knapp 120 Meter.
Als Teil des historischen Zentrums der Stadt gehört der Festungsberg seit 1997 mit zum UNESCO-Weltkulturerbe.

## Geologie
Die Geschichte des Berges beginnt vor etwa 200 Millionen Jahren. Damals waren die genannten Gesteine als Flachwassersedimente samt zugehörigen Korallenriffen abgelagert worden, die dann vor 100 Millionen Jahren zunehmend gefaltet und nach Norden aufgeschoben wurden. Der Festungsberg bildet gemeinsam mit dem Kapuzinerberg, dem Kühberg und dem Nockstein heute damit den Nordrand der Kalkalpen, die Alpen reichen daher geologisch gesehen fast bis in die Altstadt von Salzburg. Die äußerste Südostflanke des Berges entlang der Brunnhausgasse besteht aus Mergel, einer tonig-kalkigen, feinkörnig-weichen Ablagerung, sowie aus altem Konglomerat, welches hier durch Verkittung von Flussschottern der Kreidezeit entstanden ist.

## Geschichte

### Frühgeschichte und Antike
Vom Festungsberg sind verschiedene vorrömische Funde bekannt, die bis in die Steinzeit zurückreichen. Das Zentrum der Besiedlung war zwar damals der Rainberg, aber auch hier fanden sich bemerkenswerte Funde. Eine hier vor langer Zeit gefundene keltische Kopfplastik der La-Tène-Zeit war lange Zeit über der Rosspforte der Festung eingemauert.
Schon zur Römerzeit (siehe Iuvavum) war der Festungsberg befestigt. Gegen ihrem Ende stand auf dem Nonnberg vermutlich eine erste kleine Kirche. Der Ostgote Odoaker, der im Jahr 476 den letzten weströmischen Kaiser Romulus Augustulus abgesetzt hatte, befahl im Jahr 488 den Abzug des Großteils der romanischen Bevölkerung. Eine Restbevölkerung (vielleicht am Nonnberg?) hat bis in die Zeit des heiligen Rupert überdauert und so das frühchristliche Erbe weitergetragen. Dies belegen Grabfunde im Raum der ehemaligen Domgaragen am Fuß des Berges.

### Mittelalter
Ab etwa 700 bestand auf dem Nonnberg bereits wieder eine kleine Burg, castrum superior oder castrum juvaviense genannt, deren Wehranlagen den Nonnbergfuß und den Festungsberg miteinbezogen. Um 715 gründete der heilige Rupert am Nonnberg das Benediktinen-Frauenstift Nonnberg. Wenig später wurde im Investiturstreit im Jahr 1077 der erste Festungsbau am Gipfel des Berges errichtet. 
Vom Rainberg bis zum Stift Nonnberg lagen einst entlang des Südhanges des Festungsberges Weingärten des Domstifts und des Stiftes St. Peter, die bereits erstmals 1139 urkundlich erwähnt sind. Am Fuß des Berges stand im Mittelalter das später befestigte Weingartenhaus. Noch heute sind vielerorts im Wald südlich der Festung alte verfallene Steinterrassen der seinerzeitigen Weingärten sichtbar. Ein Naturführer für Salzburg des Jahres 1925 (Hoffer und Lämmermayer) berichtet, dass man 1925 am Festungsberg „südseitig noch vereinzelt die Rebe antraf“.

## Flora und Fauna

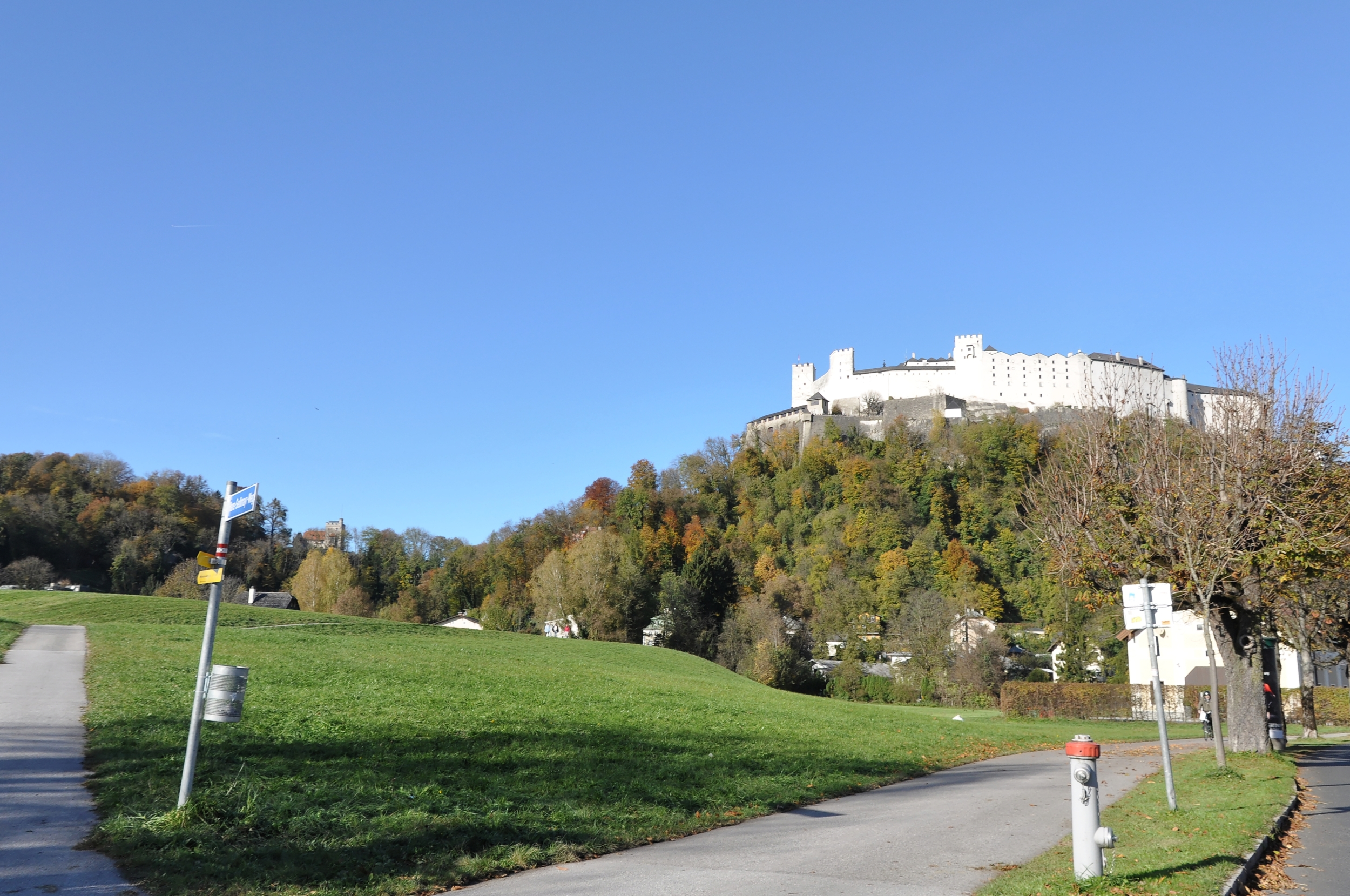
Der Festungsberg von Süden

Um die Festung tummeln sich nicht selten Dohlen. Die fluggewandten Vögel, die in monogamen lebenslangen Ehen leben, bauen in den alten Festungsmauern mit ihren Lüftungsschlitzen ihre Nester. Diese ausgesetzten Außenmauern werden vom Menschen kaum gestört und sind daher ein idealer Brutplatz mit viel Weitsicht.
Deutlich seltener als die Dohlen sind zwei Wintergäste der Hochalpen anzutreffen: die Alpenbraunelle und der Alpenmauerläufer, die im Sommer beide oberhalb von 1800 m Seehöhe leben. Als Wintergast findet sich der Alpenmauerläufer regelmäßig auf dem Festungsberg ein, um die Mauern und Felsen gezielt nach Essbarem abzuklettern.
Die häufigsten Pflanzen der Felsen und Mauern des Festungsberges sind der Mauerfarn und der Schwarzgestielte Streifenfarn, die in winzige, kaum erkennbare Ritzen ihre Wurzeln treiben. Daneben gedeiht hier als kleine hängende Pölster mit violetten Blüten das Zimbelkraut. Die Samen steckt die Mutterpflanze an langen Stielen gezielt in Ritzen und Spalten, wo junge Pflanzen am ehesten wurzeln können.
Das Glaskraut, ein wärmeliebendes Heilkraut aus dem Mittelmeerraum, soll sich von den römischen Kastellen aus an warmen Orten in Mitteleuropa eingebürgert haben. Ob der Glaskrautbestand beim Kloster Nonnberg in der römischen Antike oder erst mit den mittelalterlichen Nonnen nach Salzburg kam, ist unklar.

## Verkehr

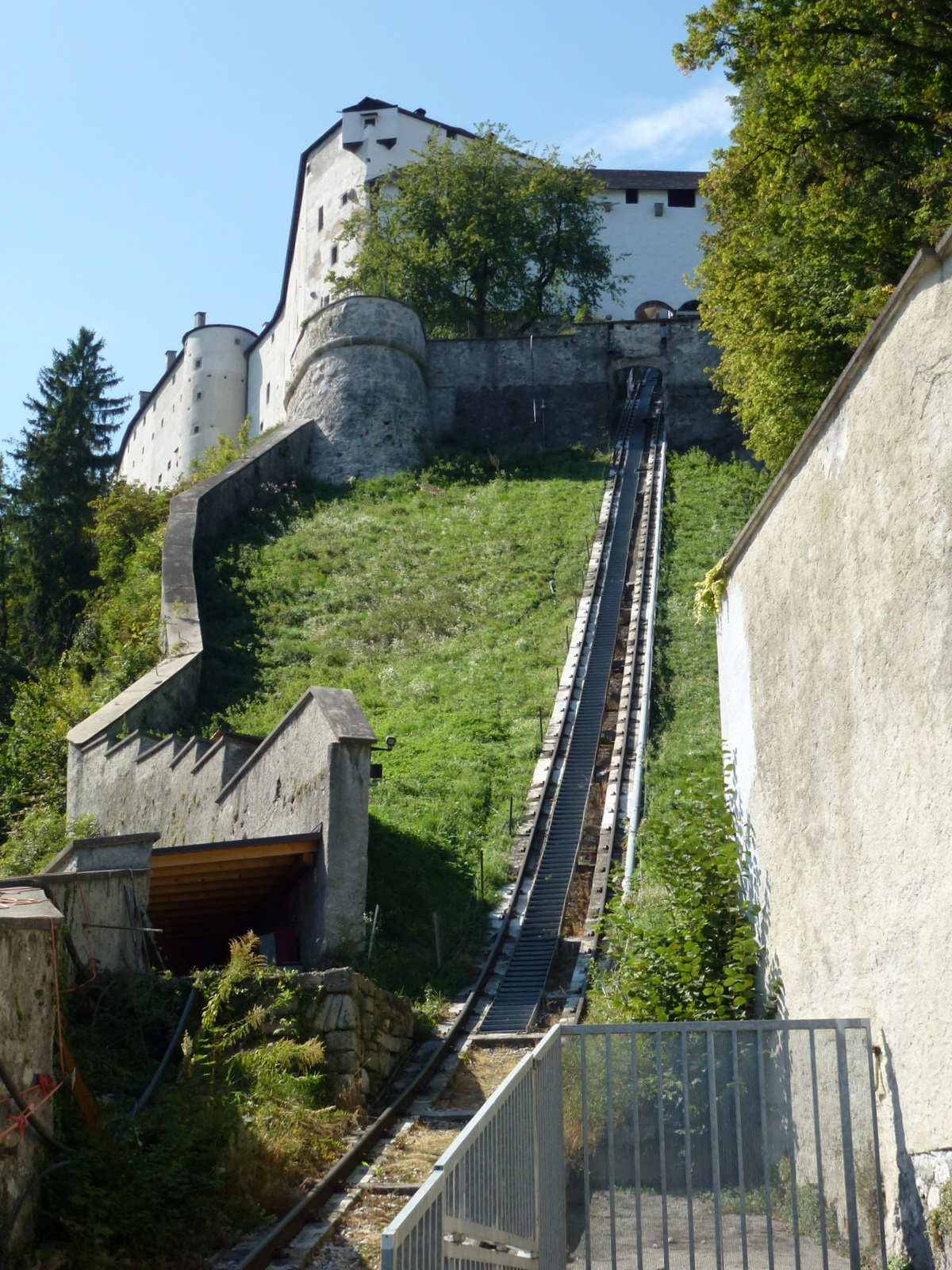
Der Reißzug vom Nonnberg auf die Festung

Verkehrsmäßig erschlossen ist der Berg für den Personentransport heute durch die Festungsbahn, sowie seit dem Mittelalter durch eine Materialseilbahn, den Reißzug. Auf einem steilen Fahrweg gelangt der Besucher vom Stadtteil Nonntal oder vom Kaiviertel durch das Nonnbergtor in den Klosterbezirk des Benediktinen-Frauenstifts Nonnberg. Von dort führt der Hohe Weg weiter aufwärts bis zur Festung Hohensalzburg. Weitere Wege führen vom Kapitelplatz aus entweder über die Festungsgasse oder die Michael-Haydn-Stiege auf den Berg, oder aber von Südwesten über den Hans-Sedlmayr-Weg bzw. vom Festspielbezirk über die Clemens-Holzmeister-Stiege (im Toscaninihof) und den Dr.-Herbert-Klein-Weg.

## Berühmte Bewohner
Der österreichische Schriftsteller Gerhard Amanshauser wurde 1928 in einem Haus auf dem Festungsberg geboren (Zugang über die Brunnhausgasse). Im Jahr 2006 starb er im selben Haus. Der österreichische Unternehmer Dietrich Mateschitz (1944–2022) wohnte am Abhang des Berges ebenfalls in der Brunnhausgasse.